# Toponimia de Argentina

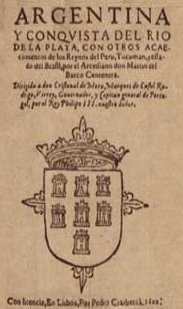
Portada de la primera edición del poema La Argentina de Martín del Barco Centenera, 1602.

Argentina tiene tres nombres oficiales establecidos desde el artículo 35 la reforma constitucional argentina de 1860 y que se pueden usar indistintamente: Provincias Unidas del Río de la Plata, Confederación Argentina y República Argentina. El más utilizado de los tres es el último, República Argentina. Por elipsis del sustantivo, se suele decir la Argentina, aunque está igualmente extendido el uso sin el artículo.
La palabra «argentina» proviene del latín argentum (plata) y en el idioma español se comenzó a utilizar primero como un latinismo y adjetivo poético (hay un documento de 1587 en que así se lo utiliza)[cita requerida]. Desde las épocas de Pedro de Mendoza se usaba a veces la frase «río argentino» o «provincia argentina» para referir a la región del Río de la Plata. El cartógrafo portugués Lopo Homem hace referencia al lugar como Terra Argentea en un mapa de 1554.
El río que dio su nombre al virreinato del Río de La Plata es el que en 1516 Juan Díaz de Solís denominó Mar Dulce ya que el ancho estuario del actualmente llamado «Río de la Plata» parecía un mar «color león» o pardo y sus aguas eran y son predominantemente dulces. Este río y estuario (el más ancho de la Tierra) también fue llamado: río Jordán, río de Santa María y río de Solís. Alejo García, uno de los supervivientes de la expedición capitaneada por el español Juan Díaz de Solís en 1516, acampando en la isla de Santa Catarina escuchó avisos acerca de un poderoso rey blanco (el inca) que vivía en un país muy rico en plata, en las montañas denominadas «Sierra de la Plata» (un ramal altoperuano de la cordillera de los Andes). García organizó una expedición mixta de conquistadores españoles y otros europeos y guerreros avá (guaraníes) y, atravesando el Chaco Boreal llegó al área de Potosí (en la actual Bolivia o Alto Perú, el cual se encontraba en esa época sojuzgado por el Tahuantinsuyo dominado por una casta de la etnia quechua, la llamada inca) donde obtuvo objetos y regalos de plata. A su regreso hacia las costas del océano Atlántico con tal rico botín García fue asesinado, al parecer por los pampidos payaguás que eran enemigos acérrimos tanto de los incas como de los guaraníes ya que los quechuas y, en especial, los guaraníes estaban invadiendo sus tierras ancestrales. Sin embargo, los sobrevivientes de tal expedición o llevaron algunos objetos de plata o divulgaron la presencia de ricas minas de plata en los Andes que avenan en la Cuenca del Plata. Por tales motivos se extendió la leyenda de la Sierra de Plata y se explicó que era posible llegar a esa fabulosa tierra a través de un ancho río situado al sur. Los portugueses lo denominaban en 1526 Rio da Prata a causa de los rumores que postulaban la existencia de metales preciosos, y que al final se impuso como Río de la Plata. En español Río de la Plata está así documentado en 1531.
La latinización del nombre apareció en 1602, cuando Martín del Barco Centenera, miembro de la expedición de Juan Ortiz de Zárate, imitando a Ercilla con su La Araucana, publicó un largo poema de la historia del Río de la Plata y de los reinos del Perú, Tucumán y del sur del actual Brasil, bajo el título La Argentina. Contrariamente a lo que se suele suponer, en el poema «argentino» es un adjetivo que se usa para referir al río Paraná o río Argentino y su región, mientras que Argentina resulta el nombre del poema. Diez años más tarde (1612) el mancebo de la tierra y primer historiador nativo de estos territorios Ruy Díaz de Guzmán publicó el libro Historia del Descubrimiento, Población, y conquista del Río de la Plata, nombrando el territorio descubierto por Solís como «Tierra Argentina» («Tierra de Plata» o «Tierra plateada»).
El topónimo aparece ratificado al publicarse en 1612 la obra La Argentina manuscrita, del criollo asunceno Ruy Díaz de Guzmán, obra de historia en la que, en medio de un relato épico, se hace una descripción de la región. A finales del siglo XVIII, la palabra era de uso común para denominar todo lo relacionado con el Río de la Plata, su cuenca, su territorio y sus pobladores, pero el virreinato creado en 1776, antecedente inmediato del país independizado en 1816, llevó el nombre de «Virreinato del Río de la Plata».
La Primera Junta de Gobierno utilizó el nombre de Provincias Unidas del Río de la Plata, que fue también empleado por los gobiernos que le sucedieron hasta que, en 1816, el Congreso de Tucumán proclamó la independencia de las Provincias Unidas en Sud América, nombre que mantuvo en la Constitución de 1819.
Oficialmente, se utilizó por primera vez la denominación República Argentina en la Constitución de 1826. Durante el gobierno de Juan Manuel de Rosas (1835-1852) se utilizaron, entre otros, los nombres de Confederación Argentina, República de la Confederación Argentina, y Federación Argentina.
La Constitución Argentina de 1853 se sancionó en nombre del pueblo de la Confederación Argentina, pero al incorporarse el Estado de Buenos Aires, en 1860 se cambió por Nación Argentina y se incorporó el artículo 35:

Las denominaciones adoptadas sucesivamente desde 1810 hasta el presente, a saber: Provincias Unidas del Río de la Plata; República Argentina, Confederación Argentina, serán en adelante nombres oficiales indistintamente para la designación del Gobierno y territorio de las provincias, empleándose las palabras «Nación Argentina» en la formación y sanción de las leyes.

El 8 de octubre de 1860, en la ciudad de Paraná, entonces capital de la Confederación Argentina, el presidente Santiago Derqui decretó que:

[...] siendo conveniente a este respecto establecer la uniformidad en los actos administrativos, el Gobierno ha venido a acordar que para todos estos actos se use la denominación República Argentina.

El nombre fue confirmado definitivamente en 1862 por Bartolomé Mitre, primer presidente del país reunificado, al utilizar el título de presidente de la Nación Argentina.
Un proceso lingüístico similar había sido utilizado antes, a mediados del siglo XVI, en el Alto Perú, para denominar a la Ciudad de la Plata de la Nueva Toledo, también llamada Charcas o Chuquisaca, como Ciudad de Argentina. Así figura en los textos del Capítulo General de la Orden Franciscana, celebrado en Valladolid en 1565.

## El gentilicio «argentinos»
Al parecer los primeros en ser nombrados como Argentinos, son los pobladores de la ciudad de Santa Fe de la Vera Cruz, fundada en 1573 por Juan de Garay. Precisamente es Martín del Barco Centenera quien en su poema histórico de 1602, dice:

Garay el río arriba se ha tornado, y puebla a Santa Fe, ciudad famosa. La gente que está en torno ha conquistado, que es de ánimo constante y belicosa. Los argentinos mozos han probado allí su fuerza brava y rigurosa poblando con soberbia y fuerte mano la propia tierra y sitio del pagano.

Entre fines del siglo XVIII y comienzos del XIX el poeta Manuel José de Lavardén incluyó el adjetivo «argentina» en su obra, y desde el periódico El Telégrafo Mercantil se expandió el adjetivo «argentino» para referirse a todo lo relacionado con el Río de la Plata o la ciudad de Buenos Aires, apareciendo en la obra de Vicente López y Planes Triunfo Argentino, así como en el texto de la Marcha Patriótica.
El nombre de Argentina sin embargo, no se utilizó oficialmente en los comienzos de la etapa independentista, figurando en cambio Provincias del Río de la Plata para la Primera Junta; Provincias Unidas del Río de la Plata en 1811 y en la Asamblea de 1813; y Provincias Unidas en Sud América para el Congreso de 1816, aunque este congreso utilizó la variante Provincias Unidas en Sud América al sancionar la Constitución de 1819. Según testimonios de la época, el nombre Argentina y el correspondiente gentilicio eran percibidos como propios de la provincia de Buenos Aires.
Sin embargo La Canción Patria de 1813 cantada en territorios hoy de la República Argentina y de Uruguay etc, exalta al Gran Pueblo Argentino ¡Salud!, esto es: el Himno desde 1813 habla del pueblo argentino denominando con esta frase a incluso las poblaciones de territorios que desde 1826 y 1829 por invasiones y diferendos dejaron de ser parte de las Provincias Unidas del Río de la Plata, aun cuando no existió hasta 1826 ningún Estado-país llamado República Argentina (o de manera similar), sin embargo se tenía en cuenta la existencia del extenso territorio llamado Argentina desde hace siglos y su población, llamados Argentinos.
El Congreso de 1824 la denominó Provincias Unidas del Río de la Plata en Sudamérica, Nación Argentina, República Argentina y Argentina, en la constitución sancionada el 24 de diciembre de 1826 la Constitución de la República Argentina; aunque por su carácter unitario la Constitución de 1826 nunca entró en vigor, sentó el precedente del término, que aparecería en todos los bocetos subsiguientes.
Durante el gobierno de Juan Manuel de Rosas, se emplearon entre otros los nombres de Confederación Argentina, República de la Confederación Argentina y Federación Argentina.
La Constitución de 1853 se sancionó en nombre del pueblo de la Confederación Argentina, pero la Convención Nacional de Santa Fe modificó el texto constitucional promulgándolo el 1 de octubre de 1860, donde se cambió el término Confederación por Nación, y Provincias Confederadas por Provincias; se agregó además un nuevo artículo, el número 35, que dice: «Las denominaciones adoptadas sucesivamente desde 1810 hasta el presente, a saber, Provincias Unidas del Río de la Plata, República Argentina, Confederación Argentina, serán en adelante nombres oficiales indistintos para la designación del gobierno y territorio de las provincias, empleándose las palabras Nación Argentina en la formación y sanción de las Leyes». Este texto sigue vigente en la redacción de la última modificación de la Constitución, de 1994.
El 8 de octubre de 1860 en la ciudad de Paraná, el presidente Derqui decretó que «siendo conveniente a este respecto establecer la uniformidad en los actos administrativos, el Gobierno ha venido a acordar que para todos estos actos se use la denominación República Argentina».
Desde 1860 el General Mitre utilizó el nombre de Presidente de la República Argentina, quedando fijado desde entonces definitivamente el nombre con el que se reconocería mundialmente a este estado soberano.